# Villasayas
Villasayas ist ein nordspanischer Ort und eine Gemeinde (municipio) mit nur noch 60 Einwohnern (Stand: 2024) im Süden der Provinz Soria in der Autonomen Gemeinschaft Kastilien-León. Der Ort gehört zur bevölkerungsarmen Serranía Celtibérica. Die Kirche Nuestra Señora de la Asunción gehört zu den herausragenden romanischen Kirchenbauten im Norden Spaniens und ist als Kulturgut (Bien de Interés Cultural) anerkannt.

## Lage und Klima
Der Ort Villasayas liegt am Oberlauf des Río Escalote in einer Höhe von etwa 1030 m in der Berglandschaft im Süden der Provinz Soria. Die Provinzhauptstadt Soria liegt etwa 55 km nördlich; die historisch und kulturell bedeutsame Kleinstadt Medinaceli befindet sich etwa 35 km in südöstlicher Richtung. Das Klima ist gemäßigt bis warm; Regen (ca. 495 mm/Jahr) fällt hauptsächlich im Winterhalbjahr.

## Bevölkerungsentwicklung
| Jahr      | 1857 | 1900 | 1950 | 2000 | 2017 |
| Einwohner | 600  | 445  | 372  | 99   | 71   |

Der kontinuierliche Bevölkerungsrückgang ist auf die Aufgabe bäuerlicher Kleinbetriebe und die zunehmende Mechanisierung der Landwirtschaft zurückzuführen.

## Wirtschaft
Die Einwohner von Villasayas waren und sind in hohem Maße abhängig von der Landwirtschaft, wobei sowohl Ackerbau als auch Viehzucht und Milchwirtschaft betrieben werden. Auch der Kultur- und Wandertourismus spielen seit den 1970er Jahren eine nicht unwichtige Rolle im Wirtschaftsleben der Gemeinde.

## Geschichte
Nach seiner Wiederbesiedlung (repoblación) im 11. und 12. Jahrhundert erlebte der Ort durchaus eine gewisse Blüte, die bis ins 19. Jahrhundert hinein anhielt. In den 1960er Jahren wurde die etwa 30 Einwohner zählende Nachbargemeinde Fuentegelmes eingemeindet.

## Sehenswürdigkeiten

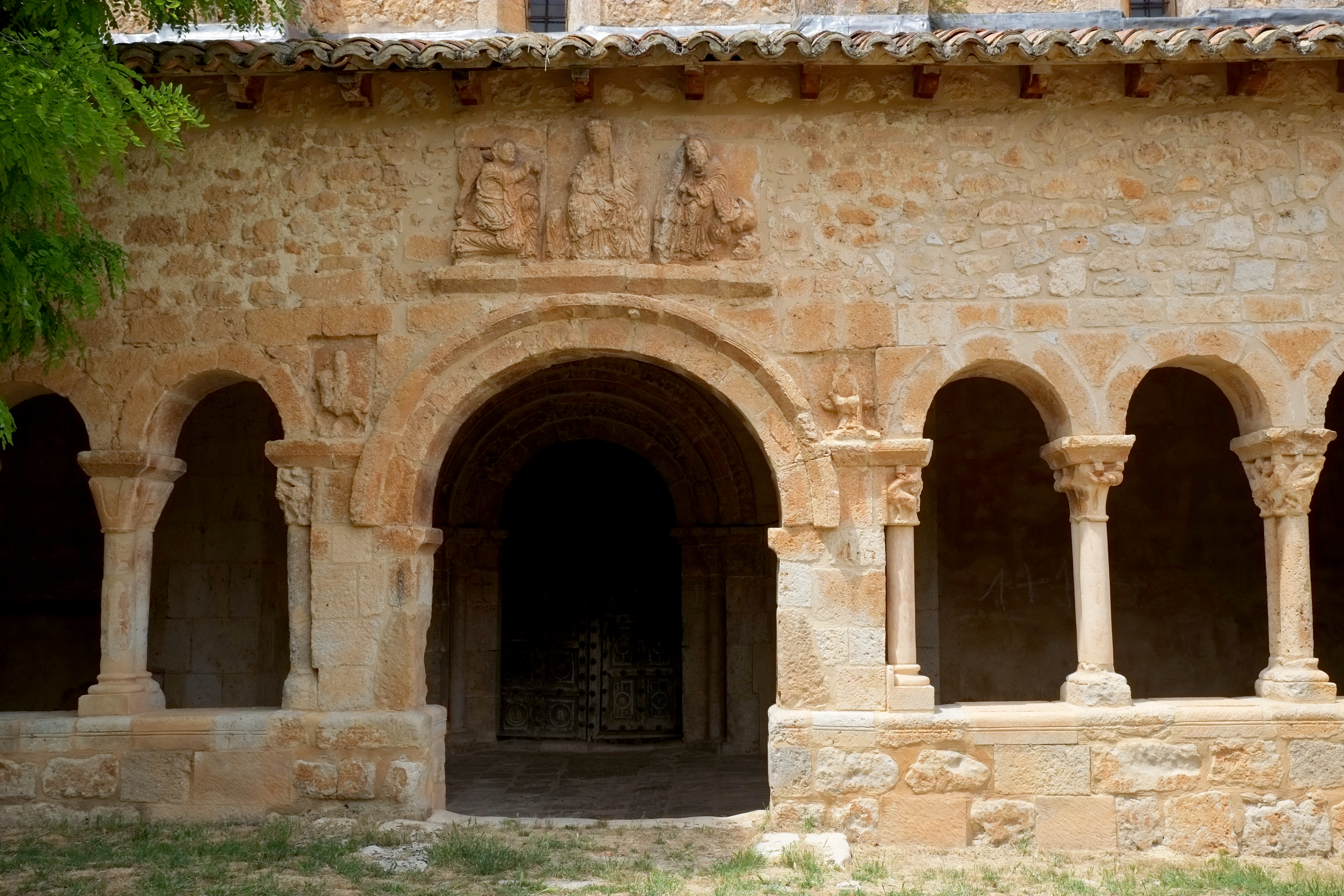
Portikus mit Verkündigungsszene über dem Portal

Einzige Sehenswürdigkeit des Ortes ist die der Himmelfahrt Mariens geweihte romanische Kirche Nuestra Señora de la Asunción. Sie ist eine der östlichsten Kirchen Spaniens mit einer Südvorhalle (portico oder galería porticada). Diese besteht aus zwei jeweils durch vier Arkadenbögen geöffneten Seitenflügeln und einem Mittelportal, über welchem eine Verkündigungsgruppe bestehend aus dem Erzengel Michael, Maria und Josef, der als alter Mann – schlafend und auf einen Stock gestützt – dargestellt ist, angebracht ist. Die auf Doppelsäulen ruhenden Kapitelle der Vorhalle zeigen verschiedene Vogelwesen sowie Blattwerk. Die mittlere Archivolte des durch die Vorhalle vor Witterungseinflüssen geschützten Portals zeigt ebenfalls vogel- und drachenartige Wesen, die im Zusammenhang mit ihrem Anbringungsort als unheilabwehrend (apotropäisch) aufgefasst werden müssen. Die Apsis der Kirche wurde im 16. Jahrhundert im Stil der Spätgotik bzw. der Renaissance neugebaut; das Kirchenschiff erhielt im 18. Jahrhundert eine barocke Innengestaltung – es birgt mehrere aus dieser Zeit stammende geschnitzte Altarretabel, davon zwei mit „Salomonischen Säulen“ im churrigueresken Stil.